# Stelco
Stelco is een Canadees staalbedrijf. Het is opgericht in 1910. Sinds het bedrijf in 2007 werd overgenomen door het Amerikaanse U.S. Steel heet het officieel U.S. Steel Canada. Het bedrijf was tot de overname definitief werd genoteerd aan de Toronto Stock Exchange. In 2017 werd het weer zelfstandig en in november 2017 keerde het terug naar de effectenbeurs.

## Activiteiten
Stelco heeft twee locaties, Lake Erie Works (LEW) nabij Nanticoke en Hamilton Works (HW) in Hamilton, allebei gelegen in provincie Ontario.
- Bij LEW ligt de focus op de staalproductie, er staat een hoogoven, een cokesbatterij, gietmachines, oxystaalfabrieken, plaatgietmachines en een warmwalserij. LEW produceert warmgewalste staalrollen die worden verkocht aan derden of doorgestuurd naar HW voor verdere verwerking.
- HW produceert hoogwaardige koudgewalste plaatstaalproducten.

Verder heeft Stelco de helft van de aandelen in handen van de joint ventures Baycoat Limited Partnership en D.C. Chrome Limited.
In 2023 werd 2,6 miljoen ton staalproducten afgeleverd aan klanten. Hiervan was 70% warmgewalst staal. Van de omzet werd ongeveer twee derde gerealiseerd in Canada en de rest in de Verenigde Staten.

## Geschiedenis

### Voorloper
Hamilton Steel and Iron Company (HSIC) was rond 1899 gevormd door de fusie van Ontario Rolling Mills met Hamilton Blast Furnace Company. HSIC was het eerste geïntegreerd staalbedrijf van Canada. Het bedrijf investeerde in nieuwe productiesites en bloeide in de beginjaren van de 20ste eeuw toen veel in de Canadese economie geïnvesteerd werd. Montreal Rolling Mills was decennia eerder opgericht voor de verwerking van Brits staal. In de jaren 1880 leed het bedrijf echter aan de groeiende concurrentie uit de Verenigde Staten. 

### Steel Company of Canada
In 1910 werd een fusie van de twee bedrijven overeengekomen waarin nog enkele kleinere bedrijven werden opgenomen. Zo ontstond Steel Company of Canada, later Stelco, door de fusie van vijf metaalverwerkende bedrijven:
- Hamilton Steel and Iron Company (1899)
- Montreal Rolling Mills (jaren 1860)
- Canada Screw Company (1864)
- Dominion Wire Manufacturing Company
- Canada Bolt and Nut Company

De eerste directeur van het nieuwe staalbedrijf werd Charles Secord Wilcox.
Tijdens de Eerste Wereldoorlog maakte Stelco munitie voor Groot-Brittannië dat toen Canada nog controleerde. Ondertussen bleef het bedrijf wel uitbreiden. Er werden nieuwe staalfabrieken opgestart en ijzererts- en steenkoolmijnen geopend voor de bevoorrading ervan. Stelco ging diverse producten maken en concentreerde zich op lichte staaltoepassingen. En met succes, tussen 1918 en 1932 steeg het marktaandeel in Canada 17% naar 45%.
De Tweede Wereldoorlog was het begin van een nieuwe groeiperiode. Er kwamen nieuwe fabrieken in de jaren 1940 en in 1951 bouwde Stelco een hoogoven. In de jaren 1970 nog verdubbelde het aantal werknemers tot 25.000 en werd een grote fabriek neergezet bij het Eriemeer. De bouw hiervan duurde zes jaar en vergde een investering van bijna een miljard dollar. Eenmaal gereed draaide de staalmarkt, er volgde een staking en een recessie volgde waardoor de installaties voor de afwerking van het staal bij Nanticoke nooit zijn gebouwd. Het ruwstaal werd naar Hamilton getransporteerd voor verdere afwerking.
Na die sterke groei kwam Stelco in de jaren 1980 in een negatieve spiraal terecht. Het bedrijf verloor de positie van grootste Canadese staalproducent, kreeg te maken met een stijgende schuld, moest fabrieken sluiten en personeel afvloeien. In 1990 daalde de omzet met 24% en werd een verlies van CA$ 200 miljoen opgetekend. In het begin van de jaren 1990 begon Azië op te komen als staalregio. Stelco startte een nieuwe fabriek op in een joint venture met het Japanse Mitsubishi. Daarnaast werd zorgvuldig aandacht besteed aan de noden van de staalmarkt. De nieuwe strategie versterkte Stelco opnieuw. Midden jaren 1990 groeide de Noord-Amerikaanse economie weer gestaag na een recessie. In 1997 kwam Stelco's omzet voor het eerst boven de CA$ 3 miljard uit.

### U.S. Steel Canada
In 2000 steeg de Canadese staalinvoer met 29% waardoor Stelco met overproductie kampte. De omzet daalde en er werd honderden miljoenen dollars verlies geleden. Stelco bleef ondanks dat investeren in vernieuwing en kostenverlaging. In 2006 verkreeg het bedrijf bescherming tegen de schuldeisers waarop een herstructurering volgde. Na een overnamestrijd tussen Severstal en U.S. Steel kwam Stelco in 2007 in handen van de laatste. U.S. Steel betaalde US$ 1,2 miljard en name voor US$ 785 miljoen aan schulden over. Stelco werd vervolgens omgedoopt in U.S. Steel Canada. Er werkten nog 3600 mensen en als onderdeel van de afspraken om Stelco over te nemen had U.S. Steel garanties afgegeven voor 3105 medewerkers en een stijging van de staalproductie met ten minste 10% in de eerste drie jaar na de koop. In 2008 brak de kredietcrisis in volle hevigheid uit en daalde de vraag naar staal. In 2008 werd de hoogoven bij Hamilton stilgelegd en werd ruwstaal van de Amerikaanse fabrieken van U.S. Steel aangevoerd voor de verder verwerking.
In 2014 vroeg het bedrijf onder de Canadese Companies’ Creditors Arrangement Act (CCAA) bescherming aan tegen de schuldeisers. In 2015 maakte U.S. Steel bekend te willen stoppen met de Canadese activiteiten, in de periode dat het eigenaar was van het voormalige Stelco had het meer dan US$ 2 miljard aan verliezen geleden.

### Stelco
Drie jaar nadat U.S. Steel Canada bescherming had gezocht onder de CCAA kreeg het bedrijf een nieuwe eigenaar. Bedrock Industries heeft het bedrijf overgenomen na toestemming van de Canadese rechtbank. Bedrock Industries wil de hoogoven in Nanticoke in bedrijf houden en de staalverwerking concentreren in Hamilton. In november 2017 kregen de aandelen Stelco weer een beursnotering en met de aandelenemissie werd CA$ 230 miljoen opgehaald.

### Overnamebod Cleveland Cliffs
Medio juli 2024 doet Cleveland-Cliffs Inc. een bod op alle aandelen Stelco met een waarde van CA$ 3,85 miljard. Het bod is CA$ 70 per aandeel en dit is 87% hoger dan de laatste aandelenkoers van Stelco voor het bod bekend werd. Twee grootaandeelhouders, Fairfax Financial Holdings en bestuurder Alan Kestenbaum, met 45% van de aandelen hebben al ingestemd met het bod van Cleveland-Cliffs.